# Quercus muehlenbergii
Quercus muehlenbergii es una especie arbórea de la familia de las fagáceas. Está clasificada en la Sección Quercus, que son los robles blancos de Europa, Asia y América del Norte. Tienen los estilos cortos; las bellotas maduran en 6 meses y tienen un sabor dulce y ligeramente amargo, el interior de la bellota tiene pelo. Las hojas carecen de una mayoría de cerdas en sus lóbulos, que suelen ser redondeados. 

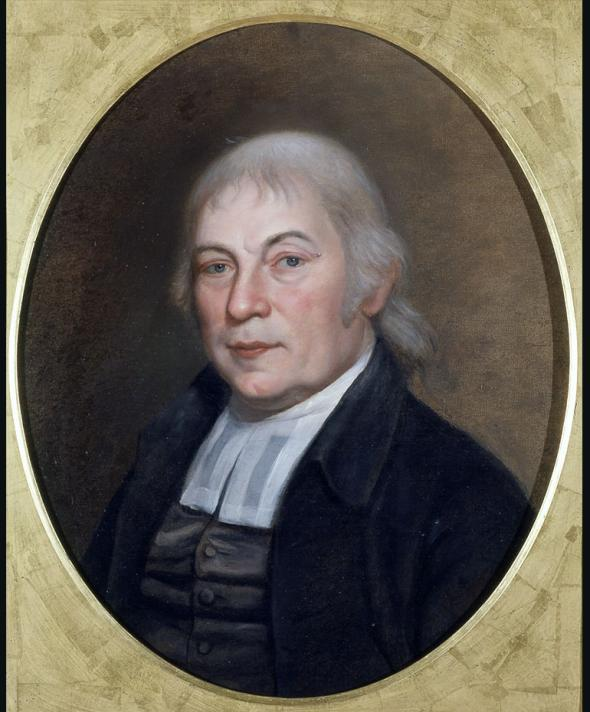
Gotthilf Heinrich Ernst Muhlenberg, por quien Quercus muehlenbergii fue nombrado (retrato de Charles Willson Peale, 1810)

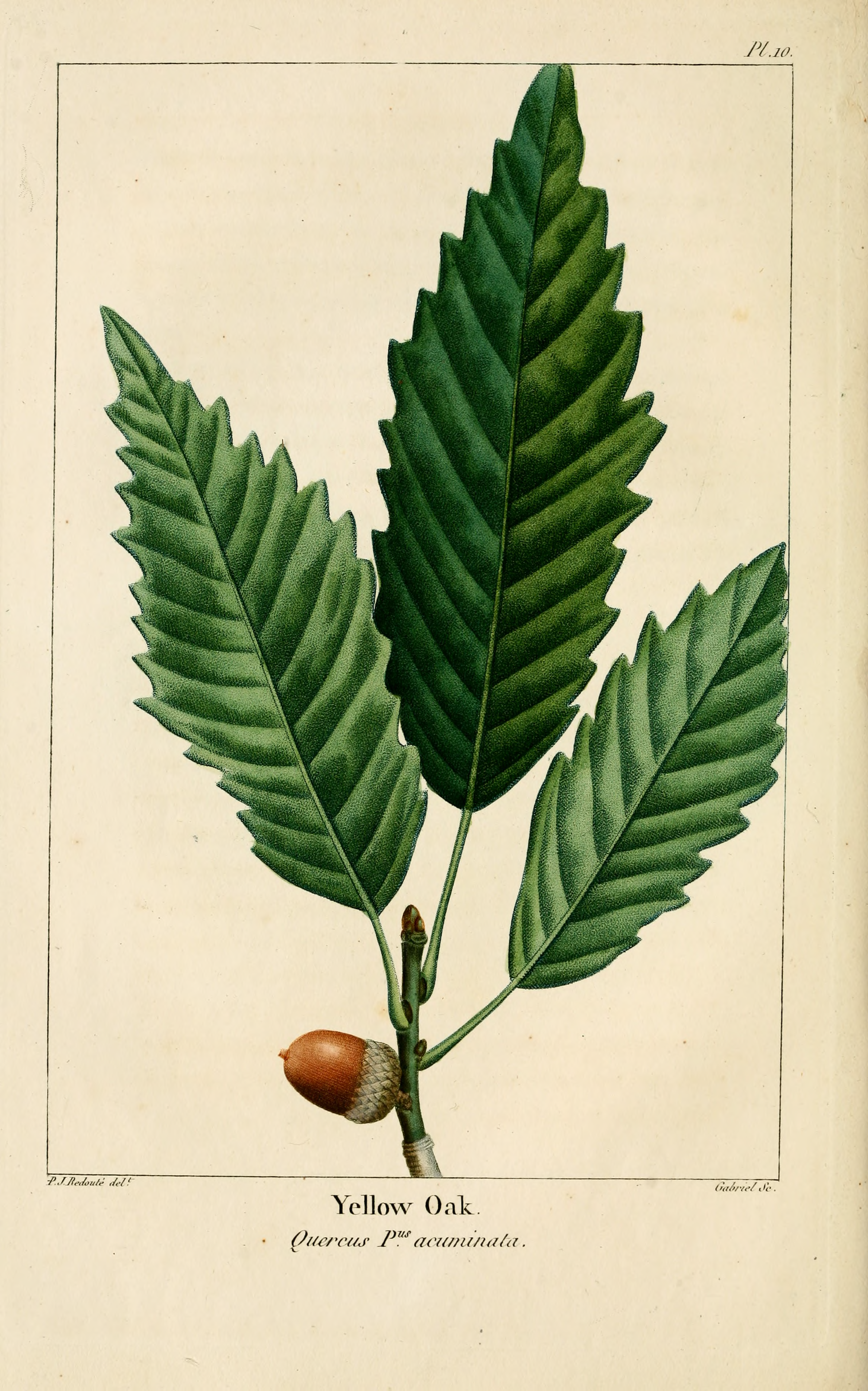
Ilustración

## Distribución
Es nativa del este y centro de Norteamérica, desde Vermont al oeste de Wisconsin y el sur de Carolina del Sur, el oeste de Florida, Nuevo México, y el noreste de México en Coahuila al sur de Hidalgo.

## Descripción
Quercus muehlenbergii es un árbol de hoja perenne de hasta 30 m de altura (excepcionalmente más de 50 m), con un perfil redondeado. La corteza es delgada, escamosa, de color gris claro, pero ligeramente teñido de amarillo-marrón. Las ramas son rojizas, ligeramente pubescentes, convirtiendo sin pelo y gris, brotes marrón, globoso, de 2-4 cm. Las hojas están toscamente dentadas y miden 6-20 cm de longitud x 4-9 cm de ancho, oboval a oblanceolades, gruesas, ápice acuminado, base cuneada, 8-13 lóbulos poco profundos a cada lado, apuntadas, no espinosas, verde brillante , glabrescente por encima , verde blanquecino, con pelos por debajo (diseminados los pelos estrellados), nervadura central amplia; pecíolo amarillo, sin pelo, 1-3 cm de largo. Las flores son monoicas , y salen de abril a finales de mayo o principios de junio. Las flores masculinas nacen en amentos que se desarrollan a partir de las axilas de las hojas del año anterior, y las flores pistilades se desarrollan a partir de las axilas de las hojas del año en curso. Las bellotas son de 1,2 a 2 cm de largo, sin peciolo o casi, individualmente o en pares, cerradas alrededor de la mitad de la bellota en una cúpula delgada con escamas y de color castaño casi negro, maduran a 1 año en septiembre u octubre.

## Hábitat
Quercus muehlenbergii crece los 0 a los 2.300 m y está presente en todo tipo de suelos, incluso los calcáreos , prefiere suelos secos. Crece en forma arbustiva en la parte septentrional de su área de distribución.

## Taxonomía
Quercus grisea fue descrita por George Engelmann y publicado en Transactions of the Academy of Science of St. Louis 3(25): 391. 1877.
Etimología
Quercus: nombre genérico del latín que designaba igualmente al roble y a la encina.
muehlenbergii: epíteto otorgado en honor de Henry Ernest Muhlenberg (1753-1815), un pastor luterano y botánico aficionado en Pensilvania. 
Sinonimia
- Quercus acuminata (Michx.) Sarg.
- Quercus acuminata var. alexanderi Farw.
- Quercus alexanderi Britton
- Quercus brayi Small
- Quercus castanea Muhl.
- Quercus castanea var. macrophylla Hampton
- Quercus prinoides var. acuminata (Michx.) Gleason
- Quercus prinoides f. alexanderi (Britton) Steyerm.
- Quercus prinus var. acuminata Michx.
- Quercus rubra var. muehlenbergii (Engelm.) Wenz.
- Quercus sentenelensis C.H.Mull.[4][5]